# Svartbröstad ormörn
Svartbröstad ormörn (Circaetus pectoralis) är en fågel i familjen hökar inom ordningen hökfåglar.

## Utseende och läte
Svartbröstad ormörn är en medelstor mestadesl brun örn med gula ögon och ofläckad vit buk. I flykten syns brunbandade vita vingar. Ungfågeln är mestadels rostbrun. Sahelormörnen har brunbandad buk och stridsörnen är mycket större med bruna fläckar på vita undersidan och enhetligt bruna vingundersidor.

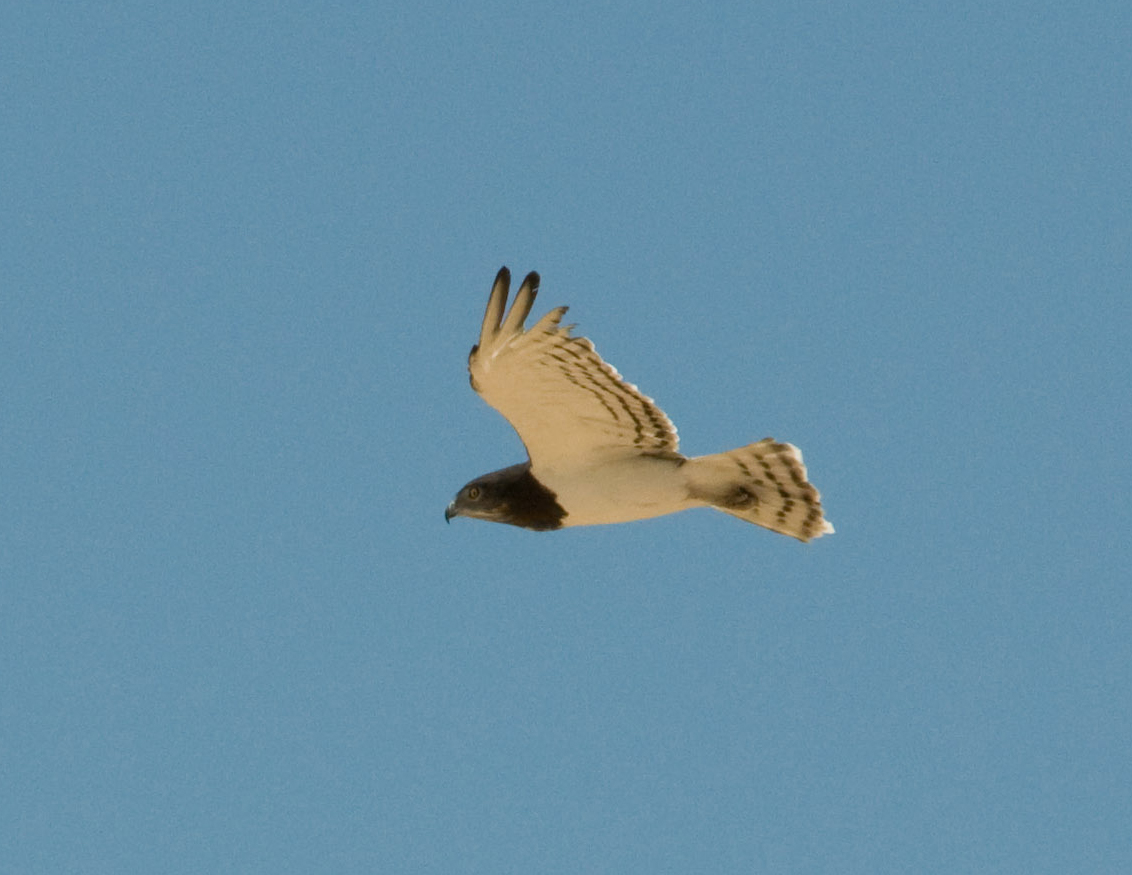

## Utbredning och systematik
Svartbröstad ormörn förekommer från östra Sudan och Etiopien till Sydafrika. Den behandlas som monotypisk, det vill säga att den inte delas in i några underarter. 

## Levnadssätt
Svartbröstad ormörn förekommer nomadiskt i savann, slätter och halvöken. Där lever den huvudsakligen av ormar och ödlor som den ibland fångar genom ryttling.

## Status
Arten har ett stort utbredningsområde och beståndet anses stabilt. Internationella naturvårdsunionen IUCN listar den därför som livskraftig (LC).